# 황제 오작두
"황제 오작두"는 1992년에 개봉한 대한민국의 영화이다.

## 캐스팅
- 나한일 : 오작두 역
- 남나경
- 송금식
- 김춘식:
- 이주철
- 오동영
- 정지희
- 이석구
- 국정환
- 주상호
- 박민호
- 박승일
- 김동헌
- 박동룡
- 최성관
- 추봉
- 장정국
- 조병옥
- 김진우
- 김덕형
- 조태봉
- 차룡
- 성진
- 김성환
- 박주일
- 전영주
- 신재명
- 허진하
- 최명호
- 김영규
- 김길호
- 박만호
- 박동헌
- 박대운
- 김태흥
- 김훈태
- 한봉구
- 서명석
- 최근재
- 박희주
- 오재성
- 윤연규